# Chanson de Matin
Chanson de Matin, Op. 15, n. 2, è un'opera musicale composta da Edward Elgar per violino e pianoforte e in seguito orchestrata dal compositore stesso. La sua prima pubblicazione fu nel 1899, anche se si pensa che fu quasi sicuramente scritta nel 1889 o nel 1890.

## Storia
Questo brano ha invitato al confronto con il suo pezzo "compagno", Chanson de Nuit, Op. 15, n. 1, e sebbene sia stato descritto dalla critica come meno profondo, il suo nuovo fascino melodico lo ha reso più popolare.
La versione orchestrale dell'opera fu pubblicata due anni dopo ed eseguita per la prima volta insieme a Chanson de Nuit, in un concerto Promenade alla Queen's Hall, diretto da Henry Wood il 14 settembre 1901.
Elgar nel secondo movimento cita brevemente la melodia del suo Quartetto per archi in mi minore del 1918.

## Struttura
Allegretto, 2⁄4, sol maggiore
Un'esecuzione tipica dura circa 3 minuti.

## Strumentazione
Elgar orchestrò Chanson de Matin (e Chanson de Nuit) per una piccola orchestra composta da un flauto, un oboe, due clarinetti, un fagotto, due corni, la sezione di archi e un'arpa.

## Arrangiamenti
L'opera è più conosciuta nella sua versione originale che nella versione orchestrale del compositore.
I suoi più importanti arrangiamenti sono quelli per violoncello e pianoforte e per viola e pianoforte e dal suo amico A. Herbert Brewer per organo.
Ci sono anche arrangiamenti per altri strumenti, tra cui oboe e pianoforte, gruppo di flauti dolci (Dom Gregory Murray), quintetto di ottoni (Roger Harvey) e per banda di ottoni e banda di fiati.
C'è un adattamento per voce e pianoforte pubblicato nel 1960, "Haste ye feathered songsters", con parole di Laurence Swinyard.

### Esecuzioni su video
- Gerald Elias and Marjorie Janove - Violin and Piano
- Cuarteto Assai- String Quartet
- Robert Finlay - Piano
- Denis Bouriakov and John Reid - Flute and Piano